# Бележница професора Мишковића (2. сезона)
Друга сезона драмске телевизијске серије Бележница професора Мишковића емитована је од 20 фебруара до 9. марта 2023. године на каналу Суперстар ТВ. 
Друга сезона се састоји од 14 епизода. , 

## Радња
Прича нове сезоне се наставља месец дана касније: велики мозаик мистерије који је тек почео да се склапа у претходној сезони, полако добија нове каменчиће који употпуњују комплетну слику.
Јунаци серије настављају потрагу за тајном која је скривена у бележници.
У овој сезони трагови воде до Виминацијума, у потрагу за још увек неоткривеним гробом Атиле Хунског, за коју се верује да се налази укопана испод корита реке Тисе, све до планине Ртањ која својим изгледом и појавама везаним за њу, представља мистерију сама за себе.
Такође, бавимо се натприродним појавама, али и приватним односима наших јунака које проживљавају током разних догађања. И ова сезона прати покушаје јунака серије да реше мистериозне појаве које у себи носе много озбиљније клице и одговоре на питања о елементарним стварима нашег постојања.

## Епизоде
| Бр. еп. (укупно) | Бр. еп. (у сезони) | Наслов      | Редитељ        | Сценариста                       | Премијера         |
| --- | ------------------ | ----------- | -------------- | -------------------------------- | ----------------- |
| 13 | 1                  | 13. епизода | Мирослав Лекић | Коста Пешевски и Ратко Дмитровић | 20. фебруар 2023. |
| Пола године након збивања из прве сезоне необјашњиви догађаји се настављају. Људи поново нестају и појављују се у другом времену. Бошко Стевановић повукао се у једно селоу Србији. Бошковић га проналази и тражи да се врати у град како би му помогао решити тајну воза који је нестао у тунелу на једном крају Србије и појавио се на другом. На Ртњу се појављује мистериозна група научника из Америке. У исто време Бошко прихвата понуду Јелениног оца Данила и постаје уредник његовог интернет портала те наставља потрагу за бележницом професора Мишковића... |                    |             |                |                                  |                   |
| 14 | 2                  | 14. епизода | Мирослав Лекић | Коста Пешевски и Ратко Дмитровић | 21. фебруар 2023. |
| 441 год. п.н.е Атила Хунски похарао је римски град Виминацијум и оданде узео ковчег с непознатим садржајем. Бошко и Миленко покушавају сазнати ко су Американци који су дошли на Ртањ. Они тврде да се баве проучавањем Теслиних радова, али они у тајности на Ртњу врше некакве експерименте. Јелена говори Бошку да је примљена на мастер из фотографије у Лондону. |                    |             |                |                                  |                   |
| 15 | 3                  | 15. епизода | Мирослав Лекић | Коста Пешевски и Ратко Дмитровић | 22. фебруар 2023. |
| Почетком 80- их година један Енглез и Италијан истражују нешто на обали Тисе. Млади Бошковић их ухапси те покушава сазнати шта су тамо тражили. Одлази код младог Веље и тражи да му помогне јер је открио да су шпијуни тражили благо Атиле Хунског. На Бошковића врше притисак из америчке амбасаде да коначно открије ко је убио Вагнера и зашто је Вилсон умро на истом месту. Мирослав, који је нестао након убиства Вагнера, појављује се код Јелисавете у стану и тражи помоћ. |                    |             |                |                                  |                   |
| 16 | 4                  | 16. епизода | Мирослав Лекић | Коста Пешевски и Ратко Дмитровић | 23. фебруар 2023. |
| Американци и даље врше експерименте на Ртњу, а Миленко долази како би их интервјуисао. Они му сервирају лажну причу о разлогу свог боравка на Ртњу. Американци заправо покушавају отворити временски пролаз и успевају, али им се на Ртњу појави чобан који је нестао на Олимпу 1967 године. Бошко одлази код Бошковића и пристаје на сарадњу. 1941 год. остарелог Теслу нападају у хотелу с намером да му отму радове; спашава га Душан Попов, Србин који ради за британску тајну службу. Јелисавету посећује мистериозни доктор из тајног удружења 369. |                    |             |                |                                  |                   |
| 17 | 5                  | 17. епизода | Мирослав Лекић | Коста Пешевски и Ратко Дмитровић | 24. фебруар 2023. |
| 2003. год. Исидора одводи Јелисавету на Ђердап, на место где се додирују паралелне димензије. Тамо сусреће свог покојног мужа, професора Мишковића, који јој нешто открије. Бошку у посету долази Анђелка, која жели да заједно оду у Виминацијум јер о томе пишу тезу за свој мастер рад, а читала је неке Бошкове текстове на ту тему. Почетком 80-их година Веља је тражио од Мишковића да му помогне у откривању Атилиног гроба. |                    |             |                |                                  |                   |
| 18 | 6                  | 18. епизода | Мирослав Лекић | Коста Пешевски и Ратко Дмитровић | 27. фебруар 2023. |
| Јелисавета открива Бошку да је Арсенија упознала преко свог рођака Душана Попова, који је пре много година дошао у Београд да му покаже неке Теслине радове и да му их овај растумачи. Испостави се да Анђелка ради за Бошковића и има задатак да контролише Бошка. Одлазе у Виминацијум и тамо прво доживе необични догађај, а затим и започињу своју аферу. По повратку Бошка дочекује Јелена, која се вратила на кратко из Лондона. Мирослава отимају те се пробуди у просторији у којој га испитује жена по имену Симона; од њега тражи да призна шта је направио с Вагнером. |                    |             |                |                                  |                   |
| 19 | 7                  | 19. епизода | Мирослав Лекић | Коста Пешевски и Ратко Дмитровић | 28. фебруар 2023. |
| На Ртањ долазе послодавци америчких научника да виде чобанина који се ту појавио, али он је нестао кроз временски пролаз. Послодавци оптужују научнике да лажу. На Ртњу се појављују мистериозне девојке које неочекивано нестају. Бошко се понаша необично пред Јеленом, а Анђелку избегава. Јелена добије фотографије Бошка и Анђелке те одлучује да се врати у Лондон. Службеник амбасаде САД стиже на Ртањ како би шпијунирао и сазнао тајни план. |                    |             |                |                                  |                   |
| 20 | 8                  | 20. епизода | Мирослав Лекић | Коста Пешевски и Ратко Дмитровић | 1. март 2023.     |
| На Ртњу се појављује фамозни ентитет, жива сила која није видљива, али има карактеристике звери. То је за Американце доказ да постоји присуство силе на планети. Симона Мирославу нуди новац да јој открије Вагнеровог убицу. Јелисавета открива мали албум са разгледницама које је Мишковић држао у кући и схвати да су то заправо поруке о местима где су се дешавале необичне појаве које није унео у бележницу. Јелена Исидори открива тајну разгледница. |                    |             |                |                                  |                   |
| 21 | 9                  | 21. епизода | Мирослав Лекић | Коста Пешевски и Ратко Дмитровић | 2. март 2023.     |
| Михајло ступа у контакт с Јелисаветом и тражи помоћ како да дође до Бошка. Открива се да Бошковић и даље крије Јанкетића у лудници, а ту се налази и машиновођа из несталог воза. Бошковић се припрема за копање блага на Тиси. |                    |             |                |                                  |                   |
| 22 | 10                 | 22. епизода | Мирослав Лекић | Коста Пешевски и Ратко Дмитровић | 3. март 2023.     |
| Бошковић води Бошка са собом на ископавање, али тражи од њега да ништа не говори Вељи. Бошко тамо доживљава визију Атиле Хунског. Ронилац из екипе нестаје у води. 1980 год. Веља је приликом ископавања на Тиси видео нешто необично. Веља сазнаје да му је Бошковић цело време радио иза леђа и врбовао Драгицу и Бошка. Екипа из организације 369 је схватила да су Американци с Ртња сумњиви. Американци на Ртњу успеју призвати ентитет и замало настрадају... |                    |             |                |                                  |                   |
| 23 | 11                 | 23. епизода | Мирослав Лекић | Коста Пешевски и Ратко Дмитровић | 6. март 2023.     |
| Јелисавета открива Бошку тајну разгледница. Мирослав је окривио Бошка за убиство Вагнера. Бошко и Јелена раскидају везу. Симона одлази с Ртња и тражи од Веронике да дође до Бошка. 1934. год Тесла се враћа у САД с лошим резултатима са Ртња, Влада САД га миче с пројекта... |                    |             |                |                                  |                   |
| 24 | 12                 | 24. епизода | Мирослав Лекић | Коста Пешевски и Ратко Дмитровић | 7. март 2023.     |
| Јелисавета је стигла у Швајцарску како би из сефа узела кључ за којим је видела путоказ у разгледницама. У сефу се налази коверта са мапом на којој су уписани центри силе у Србији. Почетком 80-их Попов је на Мишковићев позив дошао у Београд да му помогне. Открива се да је Теслине радове поверио погрешним људима који су их продали странцима. Открива се и тајна Теслиних радова: открио је тајну временских пролаза и силе, али последњи комадић је сачувао и није дао никоме, већ је поверио Попову. Тај последњи део Попов је сачувао, а без њега нема решења. Предаје га Мишковићу, а он то закључава у сефу у Швајцарској. Веља одлази са Бошковићем на место ископавања; покушај ископавања блага на Тиси поново је пропао. |                    |             |                |                                  |                   |
| 25 | 13                 | 25. епизода | Мирослав Лекић | Коста Пешевски и Ратко Дмитровић | 8. март 2023.     |
| Сазнаје се да је благо о којем се говорио заправо ковчежић који је Атила узео, а у којем је био извор силе који га је убио. Бошковић одустаје од своје жеље да се докопа блага. Бошко напушта посао у фирми Јелениног оца. Вероника и Бошко се коначно упознају. Анђелка и Бошко прекидају аферу. Симона и њена екипа покушају отети Бошка, али га група 369 спашава. |                    |             |                |                                  |                   |
| 26 | 14                 | 26. епизода | Мирослав Лекић | Коста Пешевски и Ратко Дмитровић | 9. март 2023.     |
| Бошко одлази на Ртањ како би сазнао шта се тамо догађа, напада га ентитет, али га спашава мистериозна старица која је такође ентитет с планине. Миленко и Веља траже Бошка. Бошко се на Ртњу сусреће с Хари Вилсоном из друге димензије. На крају наиђе на Вељу и Миленка, који га врате кући. |                    |             |                |                                  |                   |